# Консейсан-ду-Мату-Дентру (микрорегион)

Консейсан-ду-Мату-Дентру на карте.

Консейсан-ду-Мату-Дентру (порт. Microrregião de Conceição do Mato Dentro) — микрорегион в Бразилии, входит в штат Минас-Жерайс. Составная часть мезорегиона Агломерация Белу-Оризонти. Население составляет 	84 605	 человек (на 2010 год). Площадь — 	6814,560	 км². Плотность населения — 	12,42	 чел./км².

## Демография
Согласно сведениям, собранным в ходе переписи 2010 г. Национальным институтом географии и статистики (IBGE), население микрорегиона составляет:						
| Полное население                             | Полное население                             | Полное население                             | Полное население                             | 84 605 |
| -------------------------------------------- | -------------------------------------------- | -------------------------------------------- | -------------------------------------------- | ------ |
| в том числе:                                 | Городское население                          | 46 820                                       | Процент городского населения, %              | 55,34  |
|                                              | Сельское население                           | 37 785                                       | Процент сельского населения, %               | 44,66  |
|                                              | Мужское население                            | 42 185                                       | Процент мужского населения, %                | 49,86  |
|                                              | Женское население                            | 42 420                                       | Процент женского населения, %                | 50,14  |
| Плотность населения, чел/км²                 | Плотность населения, чел/км²                 | Плотность населения, чел/км²                 | Плотность населения, чел/км²                 | 12,42  |
| Население микрорегиона в % к населению штата | Население микрорегиона в % к населению штата | Население микрорегиона в % к населению штата | Население микрорегиона в % к населению штата | 0,43   |

## Статистика
- Валовой внутренний продукт на 2003 год составляет 223 122 675,00 реалов (данные: Бразильский институт географии и статистики).
- Валовой внутренний продукт на душу населения на 2003 год составляет 2522,46 реалов (данные: Бразильский институт географии и статистики).
- Индекс развития человеческого потенциала на 2000 год составляет 0,660 (данные: Программа развития ООН).

## Состав микрорегиона
В составе микрорегиона включены следующие муниципалитеты:
1. Алворада-ди-Минас
2. Консейсан-ду-Мату-Дентру
3. Конгоньяс-ду-Норти
4. Дон-Жоакин
5. Морру-ду-Пилар
6. Пасабен
7. Риу-Вермелью
8. Санту-Антониу-ду-Итамбе
9. Санту-Антониу-ду-Риу-Абайшу
10. Серра-Азул-ди-Минас
11. Серру
12. Сан-Себастьян-ду-Риу-Прету